# Microdipodops
Microdipodops és un gènere de rosegadors de la família dels heteròmids que inclou dues espècies oriündes del sud-oest dels Estats Units. Tenen una llargada corporal de 6,6–7,7 cm i una cua de 6,4–10,3 cm, cosa que els fa una mica més petites que els ratolins domèstics. Una de les seves adaptacions a la vida al desert són els pèls de «raspall» que tenen a les potes i serveixen per augmentar la superfície que toca la sorra.